# Savannah Churchill
Savannah Churchill (nacida Savannah Valentine Roberts; 21 de agosto de 1920 – 19 de abril de 1974) fue un cantante estadounidense de rhythm and blues en las décadas de 1940 y 1950. Es mejor conocida por su sencillo número uno de R&B "I Want To Be Loved (But Only By You)."

## Vida y carrera
Nacida de padres criollos Emmett Roberts y Hazel Hickman en Colfax, Luisiana, su familia se mudó a Brooklyn, Nueva York cuando tenía tres años. Al crecer, Churchill tocaba el violín y cantaba con el coro en la St. Peter Claver Catholic Church and School en Brooklyn. Se graduó de la  Brooklyn Girls' High School.
En el Censo de los Estados Unidos de 1930 y 1940, ella y sus padres figuran como negros, como se requería que hicieran los criollos de Louisiana en ese momento. Churchill nunca negó su ascendencia afroamericana, incluso cuando alcanzó la fama, y apareció en publicaciones negras como la revista Jet.
En 1939, Churchill renunció a su trabajo como camarera para seguir una carrera como cantante. Comenzó a cantar en Small's Paradise en Harlem, ganando $18 por semana. Actuó con Crystal Caraverns en Washington, DC, y luego realizó una gira con la banda de Edgar Hayes en 1941.
Sus primeras grabaciones, incluyendo el risqué "Fat Meat Is Good Meat", publicado en Beacon Records en 1942. Estos fueron seguidos al año siguiente por grabaciones en Capitol con la Benny Carter Orchestra, incluyendo su primer éxito "Hurry, Hurry".
En 1945, Churchill firmó con Irving Berman's Manor Records, y ese año "Daddy Daddy" alcanzó el puesto número 3 en la lista de R&B. Dos años más tarde, alcanzó el número 1 en la lista de R&B con "I Want To Be Loved (But Only By You)", que encabezó las listas durante ocho semanas. El disco fue anunciado como con el grupo vocal The Sentimentalists, que pronto se renombraron The Four Tunes. Las grabaciones posteriores con The Four Tunes, incluyendo "Time Out For Tears" (No. 10 R&B, No. 24 pop) y "I Want To Cry", ambas en 1948, también tuvieron éxito.
Anunciado como "Sex-Sational," Churchill actuó con gran éxito, y apareció en las películas Miracle in Harlem (1948) y Souls of Sin (1949). Las películas cuentan con elencos afroamericanos.
A partir de 1949, Churchill grabó con Regal, RCA Victor y Decca Records, grabando la versión original de "Shake A Hand," más tarde un gran éxito para Faye Adams, y también grabando con los Ray Charles Singers.
En 1952, Churchill se convirtió en una de las principales atracciones de taquilla en el Teatro Apollo en Harlem, el Teatro Regal en Chicago, el Teatro Howard en Washington, DC y el Palladium en Londres. Realizó una amplia gira con el grupo vocal de respaldo The Striders, incluida una visita a Hawái en 1954.
En 1953, Churchill lanzó melodías gospel en Decca Records. En 1956, fue una de las primeras artistas en firmar con el sello Argo, establecido como una subsidiaria de Chess Records.
La carrera de Churchill terminó en 1956 cuando, mientras cantaba en el escenario en un club, un hombre borracho cayó sobre ella desde un balcón, causando lesiones graves y debilitantes de las que nunca se recuperaría por completo. Aunque hizo algunas grabaciones en 1960, lanzando su álbum debut Time Out For Tears en Jamie Records, su salud disminuyó enormemente hasta su muerte por neumonía en Brooklyn en 1974.

## Vida personal
Savannah Churchill se mudó de Luisiana a Bedford Stuyvesant Brooklyn en Nueva York con su madre Hazel Roberts y su padrastro. Asistió a la escuela católica St. Peter Claver y más tarde a la Girls High School. Tenían una casa en Quincy Street que anteriormente tenía una cochera con un establo de caballos en el patio trasero. Churchill más tarde tuvo dos hijos con su primer esposo, David Churchill, quien murió en un accidente automovilístico en 1941. El 19 de mayo de 1952, Churchill se volvió a casar con Jesse Johnson en Franklin, Ohio.

## Discografía

### Lista de sencillos
| Año  | Sencillo                               | Posiciones en las listas | Posiciones en las listas |
| Año  | Sencillo                               | US Pop                   | US R&B                   |
| ---- | -------------------------------------- | ------------------------ | ------------------------ |
| 1945 | "Daddy, Daddy"                         | -                        | 3                        |
| 1947 | "I Want to Be Loved (But Only by You)" | 21                       | 1                        |
| 1948 | "Time Out for Tears"                   | 20                       | 10                       |
| 1948 | "I Want to Cry"                        | -                        | 14                       |
| 1951 | "(It's No) Sin"                        | 5                        | -                        |
| 1953 | "Shake a Hand"                         | 22                       | -                        |

## Filmografía
- Miracle in Harlem (1948)
- Souls of Sin (1949)